# Nanderbarsche
Die Nanderbarsche (Nandus) sind eine Gattung barschverwandter Süßwasserfische und heute die einzige Gattung der damit monotypischen Familie Nandidae. Sie sind in Süd- und Südostasien verbreitet.

## Merkmale
Die auffälligsten gemeinsamen Merkmale sind der relativ große Kopf mit großen Augen und das weit dehnbare Maul mit der tief eingeschnittenen Maulspalte. Der Körper ist bei allen Arten unregelmäßig in verschiedenen Erd- und Grautönen gefleckt, diese Färbung und Musterung imitiert tote Blätter (Mimese), wodurch sie als Beutegreifer getarnt und gleichzeitig vor Fressfeinden geschützt sind. Verstärkt wird diese Unregelmäßigkeit durch das typische enorme Farbwechselvermögen, mit dem das Erscheinungsbild innerhalb von kurzen Augenblicken vollständig verändert werden kann. Drei dunkle Bänder, die vom Auge aus in Richtung Schnauzenspitze, zum Ansatz der Rückenflosse und zum unteren Kiemendeckelrand verlaufen, sind jedoch immer vorhanden. Hierin sowie in dem unverwechselbaren Schnauzenprofil unterscheiden sich die Nanderbarsche von allen anderen barschartigen Süßwasserfischen Asiens. Deutlich ausgebildete Stacheln im hartstrahligen Teil der Rückenflosse sind ein weiteres familientypisches Merkmal. Die Gesamtlängen liegen zwischen acht und fünfzehn Zentimeter.

## Ökologie
Nanderbarsche besiedeln die Einzugsgebiete großer Flüsse auf dem indischen Subkontinent und dem südostasiatischen Festland, wobei das Mekong-System die östliche Verbreitungsgrenze darstellt. Die Ausbreitung nach Süden ist durch Nachweise auf der malaiischen Halbinsel und auf den beiden großen Sunda-Inseln Borneo und Sumatra belegt.
Alle Nanderbarsche leben als Einzelgänger. In Uferbereichen, zwischen Vegetation oder Totholz, aber auch über steinigem Untergrund langsam fließender oder stehender Gewässer lauern sie fast bewegungslos auf Beute, die zum größten Teil aus Fischen, aber auch aus Kleinkrebsen, Weichtieren und großen Insektenlarven besteht. Im Gegensatz zu den Polycentridae verfolgen sie ihre Beute auch. Durch schlagartiges Aufreißen des Mauls wird die Beute infolge des entstehenden Unterdrucks angezogen.

## Fortpflanzung
Nanderbarsche sind nicht brutpflegend. Männchen und Weibchen laichen nach heftiger Balz und während in sich drehender Körperumschlingungen mehrere tausend 0,7 bis 0,8 Millimeter kleine Eier, die im näheren Umkreis des Laichortes mit ihrem animalen Pol an verschiedenen Substraten anhaften. Die drei bis höchstens fünf Millimeter großen Larven schlüpfen nach etwa eineinhalb Tagen. Sie sind mit einem relativ großen Dottervorrat und einer Ölkugel ausgestattet, die es ihnen ermöglicht, frei im Wasser zu treiben. Darüber hinaus besitzen sie die Fähigkeit, sich durch Klebezellen auf dem Dottersack mit der Bauchseite an verschiedenen Untergründen anzuheften.

## Systematik
Die Gattung Nandus wurde 1831 von Achille Valenciennes aufgestellt. Gattungstyp ist der 1822 von Francis Hamilton als Coius nandus beschriebene Nandus nandus aus dem Ganges-Delta in Indien.
Die Familie wurde 1861 von Albert Günther erstbeschrieben. Im Laufe der Zeit waren der Familie Nandidae zahlreiche Barschartige zugeordnet, die inzwischen in eigenen Fischfamilien stehen: Blaubarsche (Badidae), Sägeschuppenbarsche (Pristolepididae) und Vielstachler (Polycentridae). Die heute gültige Definition der Nandidae erfolgte 2002 durch Ralf Britz und Sven O. Kullander.

### Arten
- Kleiner Nander (Nandus nandus (Hamilton 1822)). Verbreitung: Indien, Pakistan, Nepal, Bangladesch, Myanmar, Thailand und Malaysia.
- Nandus nebulosus (Gray 1835). Verbreitung: Malaiische Halbinsel, Borneo, Sumatra.[8]
- Nandus oxyrhynchus Ng, Vidthayanon & Ng 1996. Verbreitung: Thailand.[9]
- Nandus prolixus Chakrabarty, P., Oldfield, R. G. & Ng 2006. Verbreitung: Sepilok-Einzug im Nordosten Borneos.[10]
- Nandus andrewi Ng & Jaafar 2008. Verbreitung: Nordost-Indien, Ichamati-Einzug, Hooghly River.[11]
- Nandus mercatus Ng 2008. Verbreitung: Musi-River, Sumatra.[12]
- Nandus meni Hossain & Sarker, 2013. Verbreitung: südöstliches Bangladesch.
- Nandus banshlaii Kapuri et al., 2021. Verbreitung: Westbengalen[13]